# Giuseppina Brambilla
Giuseppina Brambilla, conosciuta anche come Giuseppa o Peppina Brambilla (Cassano d'Adda, 9 maggio 1819 – Milano, aprile 1903), è stata un contralto e soprano italiana che, come le sue sorelle Marietta e Teresa Brambilla, ha cantato ruoli principali nei maggiori teatri d'opera in Italia, Spagna, Francia e Inghilterra.
Sebbene spesso descritta in opere di riferimento moderne come contralto, ha anche cantato molti ruoli da soprano, tra cui Marie in La figlia del reggimento e Abigaille in Nabucco. Sposò il tenore Corrado Miraglia nel 1857 e si ritirò dal palcoscenico nel 1862. Anche sua nipote Teresina Brambilla era una cantante d'opera.

## Vita e carriera

Cast dell'opera Maria Stuarda di Donizetti con Giuseppina Brambilla nel ruolo di Elisabetta, eseguita al Teatro Grande di Barcellona nel 1843

Giuseppina Brambilla era nata a Cassano d'Adda, figlia di Gerolamo e Angela Columbo. Era la quarta di cinque sorelle, che divennero tutte cantanti liriche. Marietta (1807-1875) era un contralto specializzata in ruoli in travesti. Teresa (1813-1895) fu un soprano che interpretò per prima il ruolo di Gilda nel Rigoletto. Entrambe ebbero carriere di rilievo. Annetta (1812-?) e Lauretta (1823-1881), entrambe soprani, ebbero carriere minori, soprattutto nei teatri d'opera italiani provinciali. 
La famiglia si trasferì a Milano nel 1828; qui Giuseppina sperava di frequentare il Conservatorio nel quale già avevano studiato sia Marietta che Teresa. Tuttavia non superò l'audizione, sostenuta nel 1833 (erano disponibili 3 posti su 28 candidati), e di conseguenza studiò canto privatamente. La sua prima apparizione pubblica fu a Vienna il 13 maggio 1839, quando cantò con la sorella Marietta in un concerto che celebrava l'onomastico del principe Metternich. Esordì nell'agosto del 1840 al Teatro Riccardi di Bergamo, interpretando, da soprano, il ruolo di Sinaide in Mosè in Egitto di Rossini, ruolo che reinterpretò nell'ottobre dello stesso anno al Teatro Grande di Trieste. Il mese successivo apparve nello stesso teatro interpretando, con voce di contralto, Maffio Orsini nella Lucrezia Borgia di Donizetti, ruolo che era stato interpretato con grande successo dalla sorella Marietta nel 1833.
Si esibì al Teatro Apollo di Roma, di nuovo come Sinaide, nel gennaio del 1841, e in aprile debuttò alla Scala con il ruolo di Lisa ne La sonnambula. Più tardi durante la stagione a Milano interpretò il ruolo di Elisa nel Birichino di Parigi di Giuseppe Manusardi. Quindi partì per la Spagna, dove fu la primadonna in diverse produzioni a Barcellona dal novembre 1841 al gennaio 1845. Successivamente cantò per una stagione a Valencia prima di tornare in Italia, a Parigi e Londra. Debuttò a Londra nel luglio del 1846 al Her Majesty's Theatre, riprendendo il ruolo di Maffio Orsini in Lucrezia Borgia. Il suo debutto a Parigi avvenne nell'ottobre dello stesso anno quando al Théâtre-Italien interpretò Abigaille nel Nabucco.
Al suo ritorno in Italia cantò in diversi teatri di provincia prima di accettare un contratto come primadonna con la società opera italiana presso il Teatro di Odessa, dove fu particolarmente popolare e apparve in diversi ruoli principali come soprano dal 1850 al 1851. La stagione 1852-1853 la trascorse a Jassy (città ora in Romania), dove di nuovo ottenne un buon successo. Tornò a Jassy nella stagione 1855 per apparire in altre quattro opere, tra cui Il trovatore, nella quale cantò il ruolo di Leonora assieme al tenore italiano Corrado Miraglia come Manrico. 
Giuseppe Verdi, nell'ideare la sua opera Re Lear - poi mai realizzata - prevista per la stagione 1856-57 del teatro San Carlo di Napoli, pensò a lei come l'unica possibile interprete per il ruolo del Matto per le sue doti sia di cantante che di attrice.
Giuseppina Brambilla sposò Miraglia nel 1857 e si ritirò dal palcoscenico cinque anni dopo. Le sue ultime apparizioni furono al Teatro Carlo Felice di Genova dove interpretò Isabelle in Roberto il diavolo, Delizia nel Corrado d'Altamura del Ricci, e Amina ne La sonnambula. Il marito Corrado Miraglia morì nel 1881, mentre lei visse per altri 20 anni. La sua morte a Milano all'età di 84 anni fu annunciata l'11 aprile 1903.